# Ruth E. Carter
Ruth E. Carter (Springfield, 10 aprile 1960) è una costumista e produttrice cinematografica statunitense.
Storica collaboratrice di Spike Lee, è stata nominata quattro volte al Premio Oscar, per i costumi dei film Malcolm X nel 1992, Amistad nel 1997, Black Panther nel 2018, vincendo la sua prima statuetta per quest'ultimo. Grazie alla sua seconda vittoria nel 2023 per Black Panther: Wakanda Forever, è diventata la prima donna di colore ad aver vinto due Oscar nella storia dell'Academy.

## Filmografia

### Cinema
- Aule turbolente (School Daze), regia di Spike Lee (1988)
- Scappa, scappa... poi ti prendo! (I'm Gonna Git You Sucka), regia di Keenen Ivory Wayans (1988)
- Fa' la cosa giusta (Do the Right Thing), regia di Spike Lee (1989)
- Mo' Better Blues, regia di Spike Lee (1990)
- The Five Heartbeats, regia di Robert Townsend (1991)
- Jungle Fever, regia di Spike Lee (1991)
- House Party 2, regia di George Jackson e Doug McHenry (1991)
- Malcolm X, regia di Spike Lee (1992)
- Tina - What's Love Got to Do with It (What's Love Got to Do with It), regia di Brian Gibson (1993)
- The Meteor Man, regia di Robert Townsend (1993)
- Sopravvivere al gioco (Surviving the Game), regia di Ernest Dickerson (1994)
- Crooklyn, regia di Spike Lee (1994)
- Cobb, regia di Ron Shelton (1994)
- Clockers, regia di Spike Lee (1995)
- Money Train, regia di Joseph Rubben (1995)
- La grande promessa (The Great White Hype), regia di Reginald Hudlin (1996)
- Rosewood, regia di John Singleton (1997)
- Vita da principesse (B*A*P*S), regia di Robert Townsend (1997)
- Amistad, regia di Steven Spielberg (1997)
- S.O.S. Summer of Sam - Panico a New York (Summer of Sam), regia di Spike Lee (1999)
- Love & Basketball, regia di Gina Prince-Bythewood (2000)
- Price of Glory, regia di Carlos Avila (2000)
- Shaft, regia di John Singleton (2000)
- Bamboozled, regia di Spike Lee (2000)
- Il dottor Dolittle 2 (Dr. Dolittle 2), regia di Steve Carr (2001)
- Baby Boy, regia di John Singleton (2001)
- Le spie (I Spy), regia di Betty Thomas (2002)
- L'asilo dei papà (Daddy Day Care), regia di Steve Carr (2003)
- Against the Ropes, regia di Charles S. Dutton (2004)
- Four Brothers - Quattro fratelli (Four Borthers), regia di John Singleton (2005)
- Serenity, regia di Joss Whedon (2005)
- Toy Boy - Un ragazzo in vendita (Spread), regia di David Mackenzie (2009)
- Sparkle - La luce del successo (Sparkle), regia di Salim Akil (2012)
- Oldboy, regia di Spike Lee (2013)
- The Butler - Un maggiordomo alla Casa Bianca (The Butler), regia di Lee Daniels (2013)
- The Best of Me - Il meglio di me (The Best of Me), regia di Michael Hoffman (2014)
- Selma - La strada per la libertà (Selma), regia di Ava DuVernay (2014)
- Il sangue di Cristo (Da Sweet Blood of Jesus), regia di Spike Lee (2014)
- Chi-Raq, regia di Spike Lee (2015)
- Le spie della porta accanto (Keeping Up with the Joneses), regia di Greg Mottola (2016)
- Kidnap, regia di Luis Prieto (2017)
- Marcia per la libertà (Marshall), regia di Reginald Hudlin (2017)
- Black Panther, regia di Ryan Coogler (2018)
- Dolemite Is My Name, regia di Craig Brewer (2019)
- Il principe cerca figlio (Coming 2 America), regia di Craig Brewer (2021)
- Black Panther: Wakanda Forever, regia di Ryan Coogler (2022)
- I peccatori (Sinners), regia di Ryan Coogler (2025)

### Televisione
- Seinfeld – serie TV, episodio 1x01 (1989)
- Thief - Il professionista (Thief) – serie TV, 6 episodi (2006)
- Shark - Giustizia a tutti i costi (Shark) – serie TV, 14 episodi (2006-2007)
- Faceless, regia di Joe Carnahan - film TV (2006)
- Teen Beach Movie, regia di Jeffrey Hornaday - film TV (2013)
- Radici (Roots), regia di Bruce Beresford, Thomas Carter, Phillip Noyce e Mario Van Peebles – miniserie TV (2016)
- Yellowstone – serie TV, 9 episodi (2018)
- Cosmos: Mondi possibili (Cosmos: Possible Worlds) – documentario, 13 puntate (2020)

## Premi e riconoscimenti
- Premi Oscar
  - 1992 – Candidata ai migliori costumi per Malcolm X
  - 1997 – Candidata ai migliori costumi per Amistad
  - 2019 – Migliori costumi per Black Panther
  - 2023 – Migliori costumi per Black Panther: Wakanda Forever

- Black Reel Awards
  - 2019 – Migliori costumi per Black Panther
  - 2020 – Migliori costumi per Dolemite Is My Name
  - 2022 – Candidatura ai migliori costumi per Coming 2 America
  - 2023 – Migliori costumi per Black Panther: Wakanda Forever
  - 2024 – Oscar Micheaux Memorial Award

- Critic's Choice Awards
  - 2018 – Migliori costumi per Black Panther
  - 2019 – Migliori costumi per Dolemite Is My Name
  - 2023 – Migliori costumi per Black Panther: Wakanda Forever

- Emmy Awards
  - 2016 – Candidatura ai migliori costumi d'epoca per Roots

- NAACP Image Awards
  - 2023 – Migliori costumi per Black Panther: Wakanda Forever

- Satellite Award
  - 2019 (febbraio) – Candidatura ai migliori costumi per Black Panther
  - 2019 (dicembre) – Migliori costumi per Dolemite Is My Name
  - 2023 – Candidatura ai migliori costumi per Black Panther:Wakanda Forever

- Saturn Awards
  - 2018 – Candidatura ai migliori costumi per Black Panther
  - 2024 – Candidatura ai migliori costumi per Black Panther: Wakanda Forever